# Echyra setosa
Echyra setosa är en skalbaggsart som beskrevs av Marc Lacroix 1997. Echyra setosa ingår i släktet Echyra och familjen Melolonthidae. Inga underarter finns listade i Catalogue of Life.